# Алакуль (Щучанський район)
Алаку́ль (рос. Алакуль) — селище у складі Щучанського району Курганської області, Росія. Входить до складу Каясанської сільської ради.
Населення — 130 осіб (2010, 174 у 2002).
Національний склад станом на 2002 рік: росіяни — 96 %.